# 매슈 라이언
매튜 데이비드 라이언(영어: Mathew David Ryan, 1992년 4월 8일 ~ )은 오스트레일리아의 축구 선수로, 현재 프랑스 리그 1의 랑스와 오스트레일리아 축구 국가대표팀에서 골키퍼로 뛰고 있다.

## 선수 경력

### 센트럴코스트 매리너스

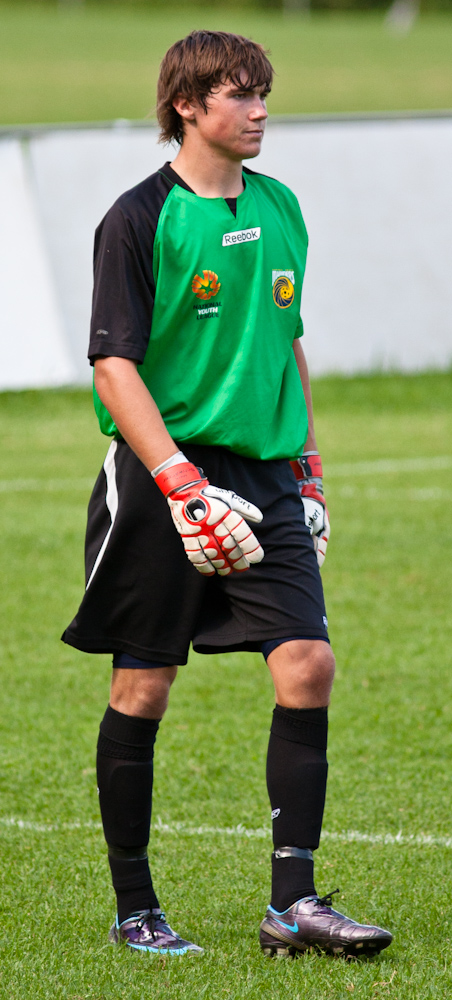
2010년, 센트럴코스트 매리너스에서 활약하는 매슈 라이언

라이언은 2009-10 시즌에 센트럴코스트 매리너스 유소년팀에서 활약하였고, 1군에 몇 차례 차출된 후 3년 1군 계약 제의를 받았다. 라이언은 매리너스의 리저브 골키퍼로 합류하였고, 주로 경험 많은 베테랑 제스 반스트라탄의 경험을 전수받을 계획이었으나, 시즌 잔여 기간 동안 반스트라탄이 부상으로 빠지게 되면서 주전이 되었다.
그는 데뷔 시즌에 12번의 무실점 기록을 냈고, 몇몇은 그가 더 많은 업적을 이룰 것이라는 보도를 하였고, 더 나아가 동년배들과 비교하여 재능과 안정감에 우수함을 보여 미래의 사커루 수문장이 될 것이라는 보도도 나왔고, 그레이엄 아놀드 감독은 그가 '개성이 충만한 선수'이자 '특출한 유망주'라고 묘사하였다. 라이언은 2010-11 시즌에 기량을 만개하였고, 2010년 12월에는 NAB 이달의 신인 선수로 선정되었다.

### 클뤼프 브뤼허
2013년 5월 30일, 비록 센트럴코스트 매리너스와의 계약이 하루 뒤에 만료됨에도 불구하고, 라이언이 벨기에 프로리그의 클뤼프 브뤼허로 비공개 이적료로 팀을 옮기는 것이 확정되었다. 2013년 7월 27일, 라이언은 샤를루아와의 시즌 첫 경기에서 브뤼허 데뷔전을 치르어 무실점으로 틀어막으며 2-0 승리에 일조하였다. 2013년 12월 23일, 헨트와의 경기에서 라이언은 67분에 페널티킥을 선방하여 2-2 무승부로 가는 것을 막았다. 브뤼허는 이 경기에서 3-1로 승리하였으며 경기 후 라이언이 연장 계약과 급여 인상 등의 조항이 포함된 클럽과의 새 계약 제의가 났다는 보고가 나왔다.

### 발렌시아 CF
라이언의 전 소속팀인 벨기에의 클럽브뤼헤는 20일 구단 홈페이지를 통해 라이언이 발렌시아로 떠났다고 밝혔다. 라이언은 2013년부터 호주 대표팀에서 두각을 나타내다 ‘2015 호주아시안컵’을 기점으로 확실한 주전 골키퍼로 발돋움했다. 184cm의 비교적 작은 신장이나 순발력에서 높은 점수를 받아 아시안컵 최우수 골키퍼상을 수상하기도 했다.
그는 2010년 호주 세미프로팀인 블랙타운시티에서 선수생활을 시작해 센트럴코스트마리너스를 거쳐 클럽브뤼헤까지 이적했다. 클럽브뤼헤에서는 2013/2014시즌부터 두 시즌 연속 주전으로 활약하며 유럽에서도 실력을 인정받았다.
라이언은 발렌시아에서 백업 골키퍼부터 시작할 가능성이 크다. 브라질 대표팀 출신 골키퍼 디에구 알베스의 활약이 좋기 때문에 그 자리를 꿰차는 건 쉬운 일이 아니다. 게다가 올 시즌 개막을 앞두고 셀타에서 발렌시아로 완전이적한 요엘도 버티고 있다.

### 국가대표팀
2012년 2월 21일, 그는 사우디아라비아와의 월드컵 예선전을 앞두고 차출되었으나, 출전하지는 못하였다.
라이언은 2014년 FIFA 월드컵에 참가할 23인 엔트리에 포함되었고, 오스트레일리아의 3경기에 모두 출장하였다.

## 경력 통계

### 클럽
2017년 5월 9일 기준
| 클럽                   | 시즌               | 리그               | 리그 | 리그 | 컵   | 컵 | 대륙 | 대륙 | 합계 | 합계 |
| 클럽                   | 시즌               | 리그               | 출장 | 골   | 출장 | 골 | 출장 | 골   | 출장 | 골   |
| ---------------------- | ------------------ | ------------------ | ---- | ---- | ---- | -- | ---- | ---- | ---- | ---- |
| 블랙타운 시티          | 2009               | NSW 프리미어리그   | 0    | 0    | 0    | 0  | 0    | 0    | 0    | 0    |
| 블랙타운 시티          | 2010               | NSW 프리미어리그   | 11   | 0    | 4    | 0  | 0    | 0    | 15   | 0    |
| 블랙타운 시티          | 블랙타운 시티 합계 | 블랙타운 시티 합계 | 11   | 0    | 4    | 0  | 0    | 0    | 15   | 0    |
| 센트럴코스트 매리너스  | 2010-11            | A-리그             | 31   | 0    | 0    | 0  | 0    | 0    | 31   | 0    |
| 센트럴코스트 매리너스  | 2011-12            | A-리그             | 24   | 0    | 0    | 0  | 6    | 0    | 30   | 0    |
| 센트럴코스트 매리너스  | 2012-13            | A-리그             | 25   | 0    | 0    | 0  | 8    | 0    | 33   | 0    |
| 센트럴코스트 매리너스  | 매리너스 합계      | 매리너스 합계      | 80   | 0    | 0    | 0  | 14   | 0    | 94   | 0    |
| 클뤼프 브뤼허          | 2013-14            | 벨기에 프로리그    | 40   | 0    | 2    | 0  | 2    | 0    | 44   | 0    |
| 클뤼프 브뤼허          | 2014–15            | 벨기에 프로리그    | 37   | 0    | 5    | 0  | 16   | 0    | 58   | 0    |
| 클뤼프 브뤼허          | 클뤼프 브뤼허 합계 | 클뤼프 브뤼허 합계 | 77   | 0    | 7    | 0  | 18   | 0    | 102  | 0    |
| 발렌시아               | 2015-16            | 라리가             | 8    | 0    | 7    | 0  | 6    | 0    | 21   | 0    |
| 발렌시아               | 2016-17            | 라리가             | 2    | 0    | 0    | 0  | 0    | 0    | 2    | 0    |
| 발렌시아               | 발렌시아 합계      | 발렌시아 합계      | 10   | 0    | 7    | 0  | 6    | 0    | 23   | 0    |
| 헹크 (임대)            | 2016-17            | 벨기에 프로리그    | 13   | 0    | 1    | 0  | 6    | 0    | 20   | 0    |
| 브라이턴 & 호브 앨비언 | 2017-18            | 프리미어리그       | 5    | 0    | 0    | 0  | 0    | 0    | 5    | 0    |
| 경력 합계              | 경력 합계          | 경력 합계          | 192  | 0    | 19   | 0  | 44   | 0    | 255  | 0    |

## 수상

### 클럽
센트럴코스트 매리너스
- A-리그 프리미어십: 2011–12[16]
- A-리그 챔피언십: 2013[17]

오스트레일리아
- AFC 아시안컵 : 우승 (2015)

### 개인
- A-리그 올해의 신인 선수: 2010–11, 2011–12[18]
- 조 마스톤 메달: 2011[19]
- A-리그 올해의 골키퍼: 2011–12[20]
- FFA 남자 U-20 올해의 선수: 2011, 2012[21]
- PFA 해리 키웰 메달: 2011–12[22]
- PFA A-리그 올해의 팀: 2011–12[23]
- 매리너스 메달: 2011–12[24]
- 벨기에 프로리그 올해의 골키퍼: 2013–14[25]
- AFC 아시안컵 : 골든 글러브, 드림팀 (이상 2015)